# NKOTBSB (album)
Albums par New Kids on the Block
The Block
(2008) 10
(2013)
Albums par Backstreet Boys
This Is Us
(2009) In a World Like This
(2013)
Singles
1. Don't Turn Out the Lights
Sortie : 5 avril 2011

NKOTBSB est un album compilation du supergroupe NKOTBSB, qui comprenait les membres des boys bands américains New Kids on the Block et Backstreet Boys. L'album est sorti le 24 mai 2011. Il contient 5 tubes des New Kids on the Block, 5 tubes des Backstreet Boys et 3 chansons communes (2 chansons nouvelles, All in My Head, Don't Turn Out the Lights, et un mashup)
L'unique single de l'album, Don't Turn Out the Lights, est sorti le 5 avril 2011 (environ un mois et demi avant la sortie de l'album).
L'album a débuté à la 7e place du classement des albums du magazine américain Billboard, le Billboard 200 (pour la semaine du 11 juin 2011),.

## Liste des pistes
| Édition standard | Édition standard                                                                       | Édition standard | Édition standard      | Édition standard | Édition standard | Édition standard | Édition standard | Édition standard | Édition standard |
| No               | Titre                                                                                  | Musique          | Groupe                | Durée            |                  |                  |                  |                  |                  |
| ---------------- | -------------------------------------------------------------------------------------- | ---------------- | --------------------- | ---------------- | ---------------- | ---------------- | ---------------- | ---------------- | ---------------- |
| 1.               | Step by Step (de l'album Step by Step)                                                 |                  | New Kids on the Block | 4:25             |                  |                  |                  |                  |                  |
| 2.               | I Want It That Way (de l'album Millennium)                                             |                  | Backstreet Boys       | 3:29             |                  |                  |                  |                  |                  |
| 3.               | You Got It (The Right Stuff) (de l'album Hangin' Tough)                                |                  | New Kids on the Block | 4:08             |                  |                  |                  |                  |                  |
| 4.               | Everybody (Backstreet's Back) (des albums Backstreet Boys (1997) et Backstreet's Back) |                  | Backstreet Boys       | 4:44             |                  |                  |                  |                  |                  |
| 5.               | Please Don't Go Girl (de l'album Hangin' Tough)                                        |                  | New Kids on the Block | 4:07             |                  |                  |                  |                  |                  |
| 6.               | As Long as You Love Me (des albums Backstreet Boys (1997) et Backstreet's Back)        |                  | Backstreet Boys       | 3:29             |                  |                  |                  |                  |                  |
| 7.               | Hangin' Tough (de l'album Hangin' Tough)                                               |                  | New Kids on the Block | 3:45             |                  |                  |                  |                  |                  |
| 8.               | Larger Than Life (de l'album Millennium)                                               |                  | Backstreet Boys       | 3:50             |                  |                  |                  |                  |                  |
| 9.               | I'll Be Loving You (Forever) (de l'album Hangin' Tough)                                |                  | New Kids on the Block | 4:19             |                  |                  |                  |                  |                  |
| 10.              | Quit Playing Games (With My Heart) (de Backstreet Boys (1997))                         |                  | Backstreet Boys       | 3:51             |                  |                  |                  |                  |                  |
| 11.              | All in My Head                                                                         |                  | NKOTBSB               | 3:51             |                  |                  |                  |                  |                  |
| 12.              | Don't Turn Out the Lights                                                              |                  | NKOTBSB               | 3:29             |                  |                  |                  |                  |                  |
| 13.              | NKOTBSB Mashup                                                                         |                  | NKOTBSB               | 6:35             |                  |                  |                  |                  |                  |
| 54:48            |                                                                                        |                  |                       |                  |                  |                  |                  |                  |                  |